# Provincie v Číně
Provincie (čínsky v českém přepisu šeng, pchin-jinem shěng, znaky 省) je jeden z druhů celků první (provinční) úrovně v rámci administrativního dělení Čínské lidové republiky. Formálně existuje celkem 23 provincií, fakticky ale ČLR spravuje pouze 22 z nich, jelikož Tchaj-wan (nárokovaná 23. provincie) je pod kontrolou Čínské republiky.
Provincie se člení na celky druhé (prefekturní) úrovně: městské prefektury, prefektury, autonomní kraje; výjimečně obsahují též celky postavené výše než prefektury – subprovinční města, subprovinční autonomní prefekturu a subprovinční nové obvody. Vrcholným orgánem výkonné moci v čínských provinciích je provinční lidová vláda, v jejímž čele stojí guvernér provincie, zákonodárným orgánem je provinční shromáždění lidových zástupců. Vedle orgánů státní moci dále existuje paralelní struktura provinční organizace Komunistické strany Číny a několika menších politických stran. Fakticky jsou provinční orgány zodpovědné provinčnímu výboru Komunistické strany Číny v čele s tajemníkem.

## Historie
V Číně provincie vznikly ve 13. století, v říši Jüan, jako regionální správní útvary nejvyšší úrovně. V následujících říších Ming a Čching byly jejich hranice měněny a postupně se blížily k dnešnímu stavu.

## Seznam provincií
| GB/T 2260-2007 | ISO   | Název provincie           | Název provincie     | Poloha          | Počet obyvatel (2020) | Hustota osídlení (obyv./km²) | Rozloha (km²) | Hlavní město                                          | Zkratka            |
| GB/T 2260-2007 | ISO   | Český přepis              | Znaky Pchin-jin     | Poloha          | Počet obyvatel (2020) | Hustota osídlení (obyv./km²) | Rozloha (km²) | Hlavní město                                          | Zkratka            |
| -------------- | ----- | ------------------------- | ------------------- | --------------- | --------------------- | ---------------------------- | ------------- | ----------------------------------------------------- | ------------------ |
| AH             | CN-AH | An-chuej                  | 安徽 Ānhuī          | An-chuej        | 61 027 171            | 436,29                       | 139 879       | Che-fej                                               | 皖 Wǎn             |
| ZJ             | CN-ZJ | Če-ťiang                  | 浙江 Zhèjiāng       | Če-ťiang        | 64 567 588            | 615,67                       | 104 873       | Chang-čou                                             | 浙 Zhè             |
| QH             | CN-QH | Čching-chaj               | 青海 Qīnghǎi        | Čching-chaj     | 5 923 957             | 8,58                         | 690 355       | Si-ning                                               | 青 Qīng            |
| FJ             | CN-FJ | Fu-ťien                   | 福建 Fújiàn         | Fu-ťien         | 41 540 086            | 335,66                       | 123 756       | Fu-čou                                                | 闽 Mǐn             |
| HI             | CN-HI | Chaj-nan                  | 海南 Hǎinán         | Chaj-nan        | 10 081 232            | 294,27                       | 34 259        | Chaj-kchou                                            | 琼 Qióng           |
| HA (HEN)       | CN-HA | Che-nan                   | 河南 Hénán          | Che-nan         | 99 365 519            | 600,52                       | 165 467       | Čeng-čou                                              | 豫 Yù              |
| HE (HEB)       | CN-HE | Che-pej                   | 河北 Héběi          | Che-pej         | 74 610 235            | 393,08                       | 189 809       | Š'-ťia-čuang                                          | 冀 Jì              |
| HL             | CN-HL | Chej-lung-ťiang           | 黑龙江 Hēilóngjiāng | Chej-lung-ťiang | 31 850 088            | 67,37                        | 472 766       | Charbin                                               | 黑 Hēi             |
| HN (HUN)       | CN-HN | Chu-nan                   | 湖南 Húnán          | Chu-nan         | 66 444 864            | 313,65                       | 211 842       | Čchang-ša                                             | 湘 Xiāng           |
| HB (HUB)       | CN-HB | Chu-pej                   | 湖北 Húběi          | Chu-pej         | 57 752 557            | 310,87                       | 185 776       | Wu-chan                                               | 鄂 È               |
| YN             | CN-YN | Jün-nan                   | 云南 Yúnnán         | Jün-nan         | 47 209 277            | 123,20                       | 383 195       | Kchun-ming                                            | 云(滇) Yún (Diān)  |
| GS             | CN-GS | Kan-su                    | 甘肃 Gānsù          | Kan-su          | 25 019 831            | 54,70                        | 457 382       | Lan-čou                                               | 甘(陇) Gān (Lǒng)  |
| GD             | CN-GD | Kuang-tung                | 广东 Guǎngdōng      | Kuang-tung      | 126 012 510           | 700,02                       | 180 013       | Kanton                                                | 粤 Yuè             |
| GZ             | CN-GZ | Kuej-čou                  | 贵州 Guìzhōu        | Kuej-čou        | 38 562 148            | 218,93                       | 176 140       | Kuej-jang                                             | 贵(黔) Guì (Qián)  |
| LN             | CN-LN | Liao-ning                 | 辽宁 Liáoníng       | Liao-ning       | 42 591 407            | 289,59                       | 147 076       | Šen-jang                                              | 辽 Liáo            |
| SC             | CN-SC | S’-čchuan                 | 四川 Sìchuān        | S'-čchuan       | 83 674 866            | 174,93                       | 484 056       | Čcheng-tu                                             | 川(蜀) Chuān (Shǔ) |
| SD             | CN-SD | Šan-tung                  | 山东 Shāndōng       | Šan-tung        | 101 527 453           | 643,78                       | 157 704       | Ťi-nan                                                | 鲁 Lǔ              |
| SX (SAX)       | CN-SX | Šan-si                    | 山西 Shānxī         | Šan-si          | 34 915 616            | 222,80                       | 156 713       | Tchaj-jüan                                            | 晋 Jìn             |
| SN (SAA)       | CN-SN | Šen-si                    | 陕西 Shǎnxī         | Šen-si          | 39 528 999            | 192.24                       | 205 624       | Si-an                                                 | 陕(秦) Shǎn (Qín)  |
| TW             | CN-TW | Tchaj-wan (nárokován ČLR) | 台湾 Táiwān         |                 | 23 162 123            | 650,97                       | 36 161        | Tchaj-pej (podle ČLR) Žádné (provinční vláda zrušena) | 台(臺) Tái         |
| JX             | CN-JX | Ťiang-si                  | 江西 Jiāngxī        | Ťiang-si        | 45 188 635            | 270,69                       | 166 939       | Nan-čchang                                            | 赣 Gàn             |
| JS             | CN-JS | Ťiang-su                  | 江苏 Jiāngsū        | Ťiang-su        | 84 748 016            | 847,91                       | 99 949        | Nanking                                               | 苏 Sū              |
| JL             | CN-JL | Ťi-lin                    | 吉林 Jílín          | Ťi-lin          | 24 073 453            | 126,51                       | 190 282       | Čchang-čchun                                          | 吉 Jí              |